# 爱白网
爱白网名称源自“爱情白皮书”，为男女同性恋者、双性恋和跨性别人群（LGBT）提供新闻资讯、在线问答、文化教育、法律、艺术和健康信息等服务的网站。

## 网站域名
爱白网曾经使用过的域名包括 gaychinese.net、aibai.cn

## 标识
从2009年9月1日起，爱白网及爱白相关产品、印刷品等将启用新版标识。新标识主体由小写字母 aibai组成，相伴的蝴蝶翅膀是基于原爱白花瓣logo的一个变形与再创意。

## 宗旨
爱白文化教育中心(Aibai Culture and Education Center，ACEC)是一个非营利组织（NPO），面向全球使用中文的男女同性恋者、双性恋者及跨性别人群（LGBT），提供现有媒介未有传载的重要资料。同时，推进社会公众认识、理解和接纳LGBT人群，倡导社会的包容与平等。在政治或国家政策问题上保持中立态度。ACEC支持向使用中文的LGBT提供资料的各种项目，包括与LGBT有关议题在世界范围内的进展、有利于LGBT人群生理与心理健康的资料、教育资讯以及文化表述。

## 起源和发展
1999年3月27日，一个名叫“爱情白皮书”的网站出现在互联网上，网站的创办人keinng和kevin是一对生活在中国厦门的男同志伴侣。他们不仅拥有一份稳定的爱情，同时也得到了家人的认可与祝福，甚至还与父母共同生活在一起。keinng和kevin在这个用来见证他们爱情的网站上，公开了他们相识、相爱、生活以及和家人出柜等故事。他们的经历在当时的中国是极其罕有的，这也给许多正在自我挣扎的同志们一个极大的鼓励。网站因此吸引了大量的访客，许多同志通过这个网站与他们建立联系，并亲切的称他们为大k和小k。  
随着读者的增加，网站开始提供同志新闻、同志文学、论坛和聊天室等内容和服务。成为当时最受欢迎的同志网站之一。这也逐步吸引到一批有才华和能力的朋友参与到网站的制作和管理当中。随后推出了同志问答、法律问答、历史上的今天等独特且包含丰富知识的内容。  
几年中，“爱情白皮书”已经从个人网页，逐渐发展成为知名的中文同志门户网站。网站的管理也逐渐褪去个人色彩，由一个志愿者团队来进行。并且将“爱白”(aibai)这个网友们惯用的称呼作为网站的正式名称。  
随着发展，爱白不再仅仅局限于提供网站服务这单一的功能，开始在深度和广度上，积极的参与到中国同志运动当中。2005年，爱白文化教育中心在北京设立办公室，独立或通过与各组织机构间的合作，开展社会倡导、校园同志文化等活动，并设立同志图书室，以及提供组织机构能力建设培训等服务。

## 工作简介
爱白目前专注于同志资讯、文化、教育和法律四个工作方向，通过创造和推广有价值的知识产品，进而达到对社会产生影响的目标。同时亦为中国的其他同志运动组织提供资料、技术、能力建设等服务。

### 工作人员和志愿者
爱白的日常工作主要由工作人员主导管理，通过志愿者共同参与完成。大部分工作人员和志愿者均无报酬。
爱白的志愿者包括不同的性别、性倾向、地域和国籍。爱白努力为全体志愿者创造一个宽松、平等、民主参与的工作环境。并重视成员的个人发展与能力建设。

### 新闻与资讯
爱白网(aibai.com)的同志资讯是目前中文世界最主要的同志新闻来源，并且开放给其他同志网站免费转载。从2006年开始，成为Google新闻的唯一中文同志资讯来源。网站亦提供有在线问答、同志资料、文学及法律服务内容。

### 高校讲座
爱白从2005年开始，支持在中国各地高校开展关注LGBT人群的校园活动，以此构建宽容的校园环境。开展过“认识同志”、“青少年的爱情心理和性心理”、“同性婚姻模拟立法听证会”等不同主题的活动。活动形式包括讲座、访谈、电影放映、展览、辩论等。活动覆盖北京、上海、广州、成都、合肥、福州等地二十余所高校，累计达到数十场。

### 图书与资料
爱白编撰和翻译了包含健康、艾滋病、同志自我认同、法律等十余种阅读材料，提供网络下载和社区免费发放。
爱白北京同志图书室成立于2005年，收藏有相当数量的同志图书和资料，是中国目前馆藏最多，且唯一一个可供开放阅读的同志图书室。

### 成都青年同志活动中心
爱白成都青年活动中心成立于2006年5月21日，为成都及周围地区的青年同志提供一个自我民主管理，锻炼志愿者能力和领导技巧的空间，面向同志社区提供艾滋病咨询、文化、资讯服务，以及对区域同志社团和个人的文化和教育支持。

#### 艾滋病相关工作
2009年，爱白成都中心与联合国艾滋病规划署、联合国开发计划署合作，主持开发了《联合国紧急状况HIV/AIDS干预指南》及NGO、医务人员相关能力建设项目。
2009年11月29日，爱白成都中心和聚同网在成都市中心举办关怀艾滋拥抱活动。

#### 青年同志咨询热线
028-68883520，每晚7-9点。
为同志提供：
1、HIV检测咨询
2、学校、单位或生活中面临状况需要倾诉并找到应对之道等问题
3、同志相关法律问题咨询
4、艾滋病营养问题咨询

### 能力建设培训
爱白从2005年开始，为中国的同志组织及艾滋病组织提供包含民主管理、议事规则等能力建设培训服务。

## 资金与项目
爱白早期的运营资金完全来自参与志愿者的个人奉献与私人捐助。 
从2004年开始，为了继续并拓展爱白的工作，一个名为“华文同性资料中心”（Information Clearinghouse for Chinese Gays and Lesbians, ICCGL）的非营利组织（NPO）在美国加尼弗尼亚州应运成立。并依据美国《国内税收法》第5节第10条(c)(3)款获得纳税豁免权，成为爱白的正式注册机构，负责筹款和资金支持。  
英国贝利-马丁基金会、中国艾滋病援助基金会、联合国开发计划署、联合国艾滋病规划署、联合国志愿者组织、美国驻华大使馆成都总领事馆、美国开放社会研究所、北京爱知行研究所、亚洲促进会、“朋友通讯”项目、中国性病艾滋病防治协会、全球基金等机构曾经或正在向爱白提供资金、项目、技术、人员和实物的支持。